# Teucrium tananicum
Teucrium tananicum là một loài thực vật có hoa trong họ Hoa môi. Loài này được Maire miêu tả khoa học đầu tiên năm 1932.